# طرخشقون بهيج
طرخشقون بهيج (باللاتينية: Taraxacum venustum) هو نوع نباتي يتبع جنس الطرخشقون من القبيلة الشيكورية.